# Raein
Raein to jeden z najbardziej znanych włoskich zespołów screamo. Został założony w 1999 w Forlì, natomiast rozpadł się we wrześniu 2005. Obecnie członkowie zespołu grają w La Quiete i Daïtro. W 2008 grupa dokonała reaktywacji.

## Dyskografia
- Raein LP/CD (Life Of Hate Records) 2002
- Il N'y A Pas De Orchestre LP/CD (Ape Must Not Kill Ape Records - CD / React With Protest - LP) 2003
- Doden Marscherar At Vast 7" EP (Release The Bats Records) 2004
- Raein/Phoenix Bodies split 7" (Crucificados Pelo Sistema) 2004
- Raein/Funeral Diner split 7" (Red Cars Go Faster) 2004
- Raein/Daitro split 10" (Ape Must Not Kill Ape Records / Pure Pain Sugar) 2004
- Raein/Lhasa/Daitro split CD "The Harsh Words As The Sun" (Oto Records / Satire Records) 2004
- Ogni Nuovo Inizio LP (Sons Of Vesta) 2008